# Patrick White
Patrick Victor Martindale White (Londres, 28 de maio de 1912 — Sydney, 30 de setembro de 1990) foi um escritor australiano.
Foi laureado com o Nobel de Literatura de 1973. É descrito por muitos como um dos maiores romancistas da língua inglesa do século XX. De 1935 até sua morte publicou doze romances, duas coletâneas de contos e oito peças de teatro. Sua ficção frequentemente utiliza variações de ponto de vista de narração e a técnica literária fluxo de consciência.

## Infância e adolescência
White nasceu em Londres, filho de pais australianos que se mudaram para Sydney quando ele tinha 6 meses de idade. Na sua infância viveu em um apartamento com a sua irmã, preceptora e criada, com os seus pais vivendo em um apartamento próximo, tendo-se mantido distante deles por toda sua vida. Aos quatro anos White desenvolveu asma, mal de que tinha falecido o seu avô materno. Sua saúde foi frágil durante toda sua infância, o que o excluiu de diversas actividades infantis, mas que estimulou sua imaginação. Inventava ritos que levava a cabo no jardim, dançava para os amigos da sua mãe e adorava teatro, a que assistia desde tenra idade. Aos dez anos, White foi internado na Tudor House School, uma escola das terras altas da Nova Gales do Sul, numa tentativa de acalmar a sua asma. A adaptação à convivência com outras crianças da sua idade não foi fácil. Foi por esta altura que White começou a escrever peças de teatro, sendo de notar desde cedo a sua utilização de temas claramente adultos. Em 1924, com a escola envolvida em problemas financeiros, o director sugeriu que White fosse transferido para uma escola interna em Inglaterra, sugestão que foi aceite pelos seus pais.
A adaptação à sua nova escola, Cheltenham College, foi também muito difícil, e ele próprio descreveria mais tarde que se tratou de "uma sentença de prisão de quatro anos". White virou-se para dentro de si próprio e acabaria por fazer muito poucos amigos. Ocasionalmente gozava as suas férias com os seus pais, em vários locais da Europa, mas a sua relação com eles manteve-se distante. Em Londres acabou por fazer um bom amigo, Ronald Waterall, um rapaz mais velho com interesses semelhantes aos seus. O biógrafo de White, o jornalista David Marr, referiu que eles frequentavam de braço dado os espectáculos londrinos, rondavam as portas de artistas dos teatros para observarem ao vivo as suas estrelas favoritas e encenavam demonstrações práticas das danças das coristas acompanhadas dos gritinhos apropriados. Quando Waterall deixou a escola, White fechou-se de novo em si próprio. Pediu aos seus pais se podia deixar Cheltenham para se tornar actor, e eles aceitaram, permitindo-lhe deixar a escola antecipadamente na condição de regressar à Austrália para experimentar como era a vida no campo.

## Viajando pelo mundo
White esteve dois anos como rancheiro em Bolaro, uma propriedade de 73 km² na proximidade das Snowy Mountains in na Nova Gales do Sul. Os seus pais queriam que ele fosse agricultor e não escritor; esperavam que logo que ele contactasse com a vida no campo, as suas ambições artísticas se desvaneceriam. White acabou por respeitar a terra, e a sua saúde começou a melhorar. Contudo, ficou claro que não estava talhado para essa vida.
De 1932 a 1935, White viveu em Inglaterra, estudando literatura francesa e alemã no King's College, em Cambridge. O seu primeiro período foi de infelicidade porque se apaixonou por um jovem que tinha vindo para Cambridge para se tornar um pastor anglicano; White não ousou expressar os seus sentimentos com receio de perder a sua amizade. Tal como muitos homossexuais dessa época, receava que a sua sexualidade o condenasse a uma vida solitária. Aconteceu que, uma noite, o pastor estudante, depois de dois namoros bizarros com mulheres, confessou a White que as mulheres não o excitavam sexualmente: foi o primeiro romance de White.
Ainda como aluno da Universidade de Cambridge, White publicou uma colecção de poemas intitulada The Ploughman and Other Poems, e escreveu uma peça de teatro que foi levada à cena por uma companhia amadora. White licenciou-se em 1935, e pouco depois foi morar para Londres, para um bairro frequentado por artistas. Aqui escreveu várias obrasm não publicadas, e fez revisões a um romance, Happy Valley, que tinha escrito nos seus tempos de vida no campo. Em 1937, o pai de White morreu, deixando-lhe dez mil libras como herança, o que lhe permitiu dedicar-se à escrita a tempo inteiro. Escreveu em seguida duas novas peças, antes de conseguir encontrar uma editora que aceitasse publicar Happy Valley. O romance foi bem recebido em Londres, contrariamente ao que aconteceu na Austrália. Nessa altura começou a escrever um outro romance, Nightside, mas abandonou-o sem o terminar ao receber comentários negativos. Mais tarde viria a afirmar que se arrependera de nunca o ter acabado.
No final dos anos 1930, White passou algum tempo nos Estados Unidos, em particular em Cape Cod, no Massachusetts e em Nova Iorque, onde escreveu The Living and the Dead. Quando rebentou a Segunda Guerra Mundial, regressou a Londres onde ingressou na Royal Air Force, como oficial dos serviços de informação, e de onde foi enviado para o Médio Oriente. Passou ainda pelo Egito, Palestina e Grécia antes da guerra acabar. Enquanto esteve no Médio Oriente conheceu um oficial do Exército Grego, Manoly Lascaris, que acabaria por se tornar no seu companheiro para toda a vida.

## O desenvolvimento da carreira literária de White
Depois da guerra, White regressou outra vez à Austrália, onde comprou uma velha casa em Castle Hill, nos subúrbios já quase rurais de Sydney, e onde passou a morar com Manoly Lascaris, o oficial que tinha conhecido durante a guerra. Viveram os dois aqui durante 18 anos, vendendo flores, vegetais, leite e natas. Durante este anos, White começou a ser reconhecido como escritor, e publicou The Aunt's Story and The Tree of Man, nos Estados Unidos em 1955 e na Inglaterra pouco tempo depois. The Tree of Man foi recebido entusiasticamente pela crítica nos Estados Unidos, mas, no que viria a transformar-se num padrão típico, foi criticado pelos críticos australianos. O fracasso dos seus livros na Austrália (três dos quais foram apelidados de não-australianos pelos críticos) desanimou White que considerou a hipótese de deixar de escrever, o que não aconteceria. O seu primeiro sucesso na Austrália apareceu com o seu romance seguinte, Voss, que venceu a primeira edição do prémio Miles Franklin Literary Award.
Em 1961, White publicou Riders in the Chariot, que se transformaria num bestseller e que lhe daria um segundo Miles Franklin Award. Em 1963, White e Lascaris decidiram vender a sua casa de Castle Hill, a que tinham chamado "Dogwoods". Durante os anos 1960s, vários romances seus utilizaram como cenário a cidade ficcional de "Sarsaparilla"; entre estas obras inclui-se uma colecção de contos, The Burnt Ones, e a peça de teatro, The Season at Sarsaparilla. Por essa altura já a sua reputação estava claramente estabelecida e era considerado um dos mais importantes autores mundiais. Mantinha-se, no entanto, uma pessoa reservada, evitando aparecer em público e conceder entrevistas, embora o seu círculo de amigos tivesse crescido significativamente.
Em 1968, White escreveu The Vivisector, um retrato de um artista. Muitos relacionaram este personagem com o seu amigo, o pintor Sidney Nolan, mas White sempre negou veementemente que se tratasse de Nolan. Por esta altura, decidiu que não aceitaria mais prémios pelo seu trabalho. Declinou receber o prémio Britannia Award, de dez mil dólares, e um outro Miles Franklin Award. Harry M. Miller propôs a White que fizesse a adaptação de Voss a teatro, mas o projecto nunca se concretizou. White tornou-se um oponente activo da censura literária e juntou-se com um grande conjunto de figuras públicas numa declaração desafiando a decisão da Austrália de participar na Guerra do Vietname.
Em 1973 foi distinguido com o Nobel de Literatura, por "uma arte narrativa épica e psicológica, que introduziu na literatura um novo continente". Tratou-se do primeiro, e até hoje, o único australiano a vencer este galardão. White solicitou a Sidney Nolan que viajasse até Estocolmo para aceitar o representar na cerimónia de atribuição do prémio. O anúncio do prémio teve grande impacto na sua carreira: o seu editor duplicou a tiragem de The Eye of the Storm e deu-lhe um grande adiantamento por conta do seu próximo romance. White utilizou o dinheiro do prémio Nobel para estabelecer um fundo monetário que financiasse o Patrick White Award. Este prémio anual distingue os escritores que, apesar de terem uma longa carreira criativa, nunca tenham sido adequadamente reconhecidos. White foi também nomeado como "Australiano do ano". Tipicamente, o seu discurso de aceitação pediu aos australianos que utilizassem o dia para reflectir sobre a situação do país.

## Os últimos anos
White apoiou o governo trabalhista de Gough Whitlam entre 1972 e 1975 e, depois da crise constitucional de 1975 que provocou a queda de Whitlam, tornou-se fortemente antimonárquico. Fez uma aparição pública rara na televisão nacional para divulgar as suas ideias.
Durante a década de 1970, a saúde de White começou a deteriorar-se - os seus dentes começaram a desfazer-se, a sua vista a falhar e os seus pulmões a sofrer de problemas crónicos. Em 1979, o seu romance The Twyborn Affair entrou na lista curta do Booker Prize, mas White solicitou que fosse removida, para dar oportunidade a escritores mais novos. Pouco depois, White anunciou que tinha escrito o seu último romance e que, de futuro, apenas escreveria para a rádio e para teatro.
Em 1981, White publicou a sua autobiografia, Flaws in the Glass: A Self-Portrait, que inclui um conjunto de temas sobre os quais ele pouco tinha falado publicamente, tais com a sua homossexualidade e a sua recusa de aceitar o Prémio Nobel pessoalmente. No Domingo de Ramos de 1982, White discursou perante uma multidão de trinta mil pessoas, exigindo que fosse banida a extracção de urânio e que fossem destruídas as armas nucleares.
Em 1986 publicou o seu último romance, Memoirs of Many in One, que foi curiosamente atribuído a "Alex Xenophon Demirjan Gray, editado por Patrick White". Nesse mesmo ano, o seu romance Voss foi adaptado à ópera. White recusou-se a assistir à primeira récita no Festival de Adelaide porque a Rainha Isabel II tinha sido também convidada, tendo optado antes por vê-la em Sydney. Em 1987, White escreveu Three Uneasy Pieces, sobre as suas reflexões sobre o envelhecimento e os seus esforços para atingir perfeição estética. Quando David Marr terminou a biografia de White em Julho de 1990, White passou com ele nove dias revendo todos os detalhes.

## Obra
| Romance - Happy Valley (1939) - The Living and the Dead (1941) - The Aunt's Story (1948) - A árvore do homem - no original The Tree of Man (1955) - Voss (1957) - Riders in the Chariot (1961) - The Solid Mandala, 1966) - The Vivisector (1970) - The Eye of the Storm (1973) - A Fringe of Leaves (1976) - The Twyborn Affair (1979) - Memoirs of Many in One (1986) - uma novela - The Burnt Ones (1964) - colectânea de contos - The Cockatoos (1974) - colectânea de contos - Flaws in the Glass (1981) - memórias | Teatro - Bread and Butter Women (1935) Unpublished. - The School for Friends (1935) Unpublished. - Return to Abyssinia (1947) Unpublished. - The Ham Funeral (1947) prem. Union Theatre, Adelaide, 1961. - The Season at Sarsaparilla (1962) - Night on Bald Mountain (play) (1964) - A Cheery Soul (1963) - Big Toys (1977) - Signal Driver: A Morality Play for the Times (1982) - Netherwood (1983) - Shepherd on the Rocks (1987) |